# Pueblo Bello
Pueblo Bello ist eine Gemeinde (municipio) im Departamento Cesar in Kolumbien.

## Geographie
Pueblo Bello liegt im Norden von Cesar in der Sierra Nevada de Santa Marta. An die Gemeinde grenzen im Norden und Nordwesten Aracataca und Fundación im Departamento del Magdalena, im Osten und Süden Valledupar und im Südwesten El Copey.

## Bevölkerung
Die Gemeinde Pueblo Bello hat 24.572 Einwohner, von denen 6012 im städtischen Teil (cabecera municipal) der Gemeinde leben (Stand: 2019). Ein Großteil der Bevölkerung sind Indigene des Volkes der Arhuaco. Auf dem Gebiet der Gemeinde befindet sich deren kulturelle Hauptstadt Nabusímake.

## Geschichte
Die Gemeinde Pueblo Bello wurde 1997 gebildet.